# Karl Hölblinger
Karl Hölblinger était un soldat SS au camp d'Auschwitz, et adjudant du commandant, SS-Sturmmann.

## Biographie
Il devient membre de l'armée viennoise puis rejoint les SS comme Rottenführer.  
Durant la Seconde Guerre mondiale, il est membre des sentinelles du Bataillon de Garde à Auschwitz durant deux ans de décembre 1940 à décembre 1942.
Le SS Richard Böch a témoigné de l'utilisation du Zyklon-B à la télévisé dans la série documentaire "The World at War". Dans son témoignage il décrit comment un ami de SS Karl Hölblinger l'a accepté dans la zone de Sonderkommando d'Auschwitz où il devient témoin. Il décrit en détail avoir regardé plus de 1000 juifs dans les salles des douches souterraines d'une des chambres à gaz d'Auschwitz et le Zyklon-B versé d'une grille du toit. Il a vu un tas de corps entassés, ils ont été déplacés au crématoire par des juifs du Sonderkommando.
Durant le Procès de Francfort, il est appelé comme témoin. Les SS des plus bas niveaux devaient assassiner d'innombrables personnes.